# Blechnum bamlerianum
Blechnum bamlerianum är en kambräkenväxtart som beskrevs av Eduard Rosenstock. Blechnum bamlerianum ingår i släktet Blechnum och familjen Blechnaceae. Inga underarter finns listade.